# San Esteban de Litera (ort)
San Esteban de Litera är en ort i Spanien.   Den ligger i provinsen Provincia de Huesca och regionen Aragonien, i den nordöstra delen av landet, 400 km öster om huvudstaden Madrid. San Esteban de Litera ligger 421 meter över havet och antalet invånare är 551.
Terrängen runt San Esteban de Litera är platt åt sydväst, men åt nordost är den kuperad. Runt San Esteban de Litera är det glesbefolkat, med 19 invånare per kvadratkilometer. Närmaste större samhälle är Binéfar, 6,5 km söder om San Esteban de Litera. Trakten runt San Esteban de Litera består till största delen av jordbruksmark.